# Ketikoti

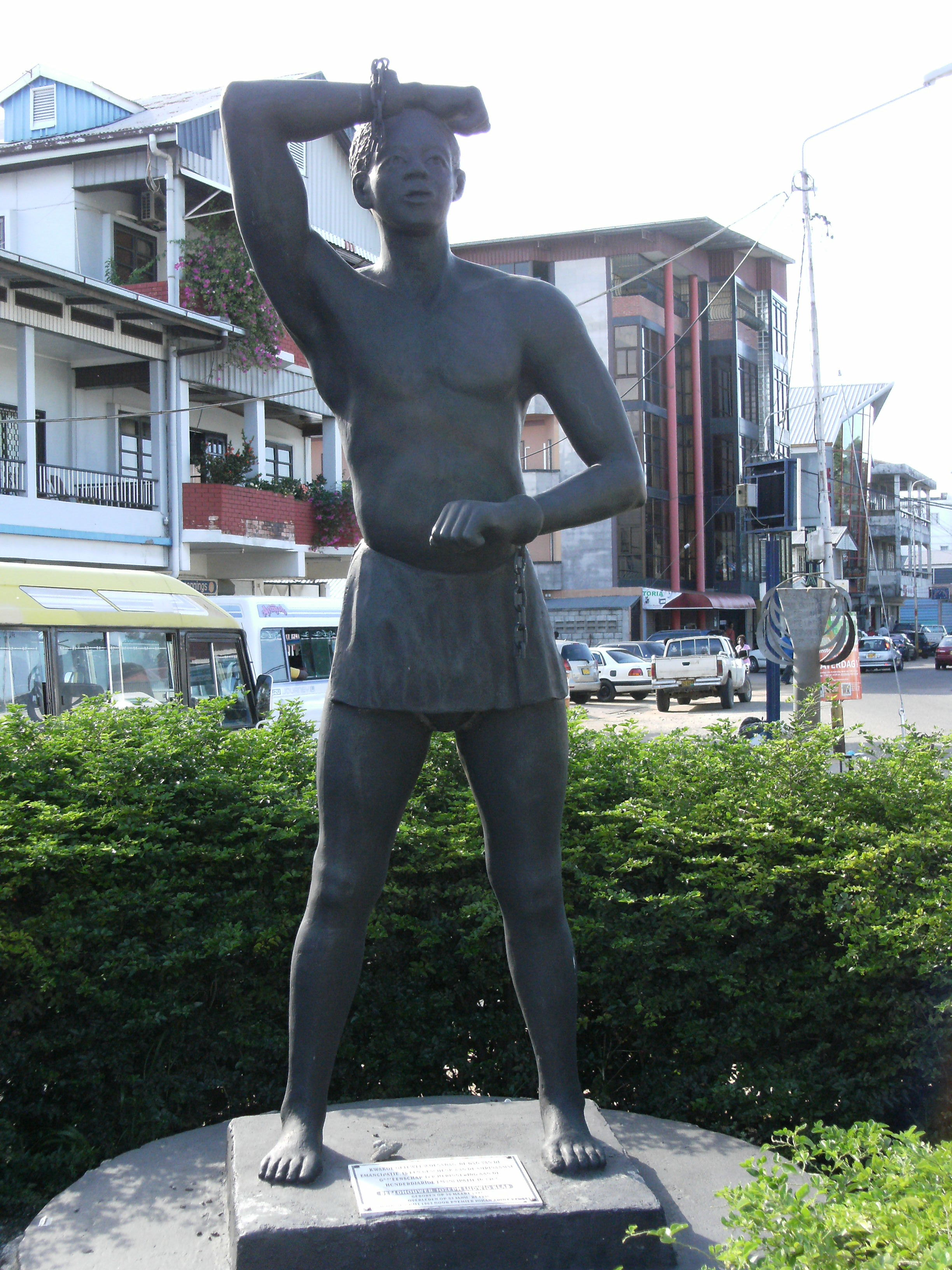
La statue de Kwakoe à Paramaribo

Ketikoti (également écrit Keti-koti ou Keti Koti) est une fête du Suriname célébrant l'abolition de l'esclavage. Elle a lieu tous les 1er juillet. Son nom vient du Sranantongo et signifie littéralement « chaînes brisées ». 

## Origine
Le 1er juillet 1863, le Royaume des Pays-Bas abolit l'esclavage au Suriname et aux Antilles néerlandaises. Plus de 45 000 esclaves sont libérés, dont environ 30 000 à 35 000 au Suriname et 12 000 aux Antilles néerlandaises. Les propriétaires d'esclaves sont indemnisés à hauteur de 300 florins par esclave au Suriname, 150 à 250 aux Antilles. Les esclaves libérés ne touchent aucune compensation, et sont obligés de continuer à travailler dix ans chez leurs anciens maîtres, rendant leur libération effective en 1873,.

## Ketikoti au Suriname

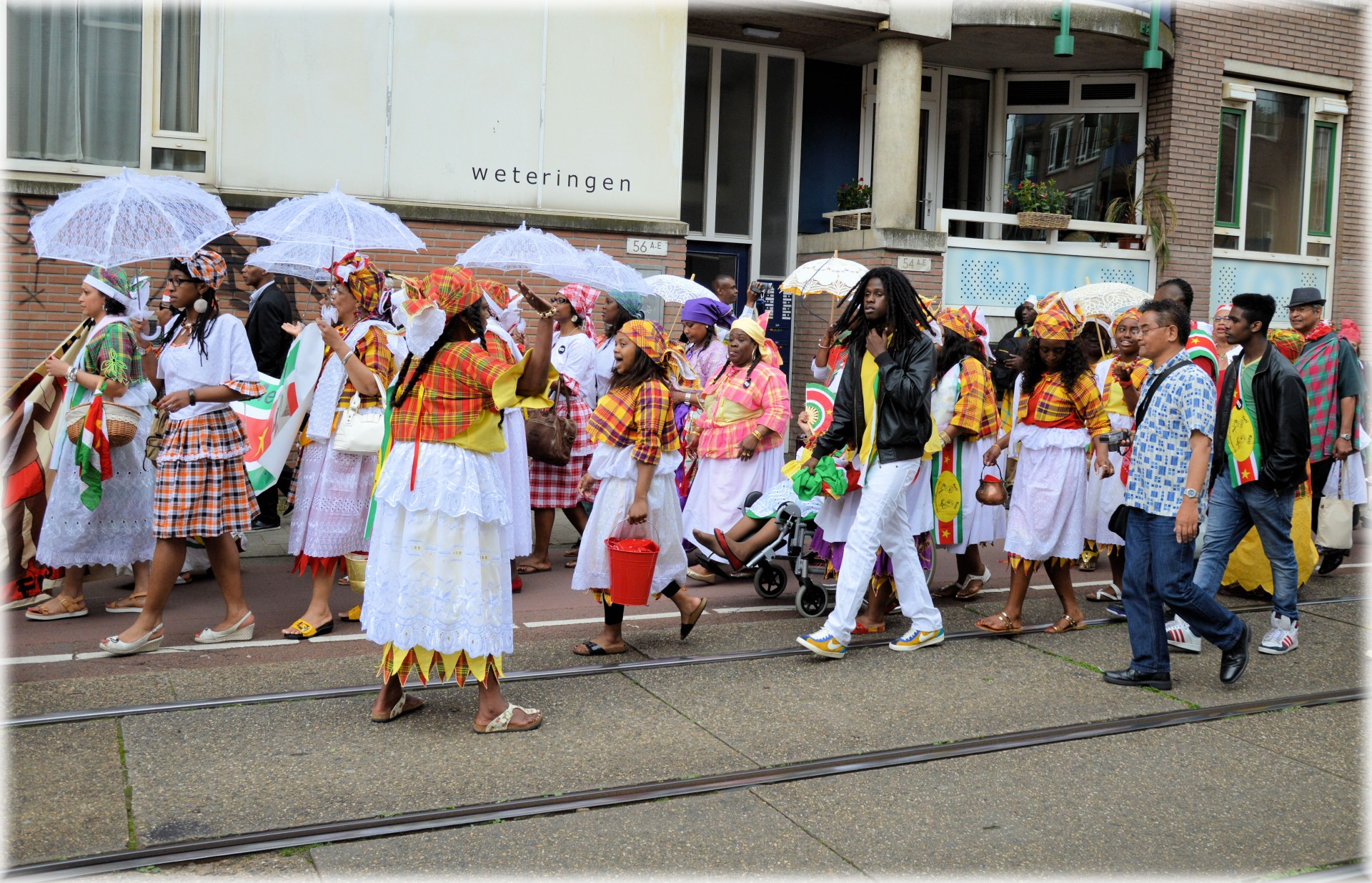
Défilé du Bigi Spikri avec des parapluies blancs.

Au Suriname, ce jour férié est officiellement appelé Dag der Vrijheden, Journée des libertés, mais la fête est également connue sous le nom de Kettingsnijden, ou chaînes coupées. 
Un moment clé des festivités est le Bigi Spikri (grand miroir), un défilé en vêtements colorés et souvent traditionnels, dans lequel les femmes portent souvent de petits parapluies blancs. 

### Statue
À l'occasion du centenaire de l'abolition de l'esclavage en 1963, une statue est inaugurée à Paramaribo, capitale du Suriname. Elle représente la capture d'un esclave en fuite, et symbolise la quête de la liberté. La statue est nommée Kwakoe.

## Ketikoti aux Pays-Bas
Ketikoti est célébrée dans les années 1980 et 1990 essentiellement par la communauté surinamaise. Depuis 2002 et l'inauguration du Nationaal Monument Slavernijverleden (monument national d'histoire de l'esclavage), la fête est plus largement répandue. Depuis 2009, une grande fête est organisée au Oosterpark d'Amsterdam. Jusqu'au début du XXIe siècle, la population néerlandaise restait peu sensibilisée à l'esclavage, qui est considéré comme quelque chose d'américain. En 2006, la mise en place du canon historique des Pays-Bas rappelle que l'esclavage et la traite humaine font partie intégrante de l'histoire néerlandaise.
Depuis 2013, il existe également un monument commémoratif de l'esclavage à Rotterdam. Il est placé dans le Lloydkwartier sur les rives de la Nieuwe Maas, d'où de nombreux navires négriers sont partis vers l'Afrique.
En 2023, pour les 150 ans de l'abolition, les partis D66 et GroenLinks veulent une année commémorative, avec des expositions, des débats et une attention particulière dans les médias.

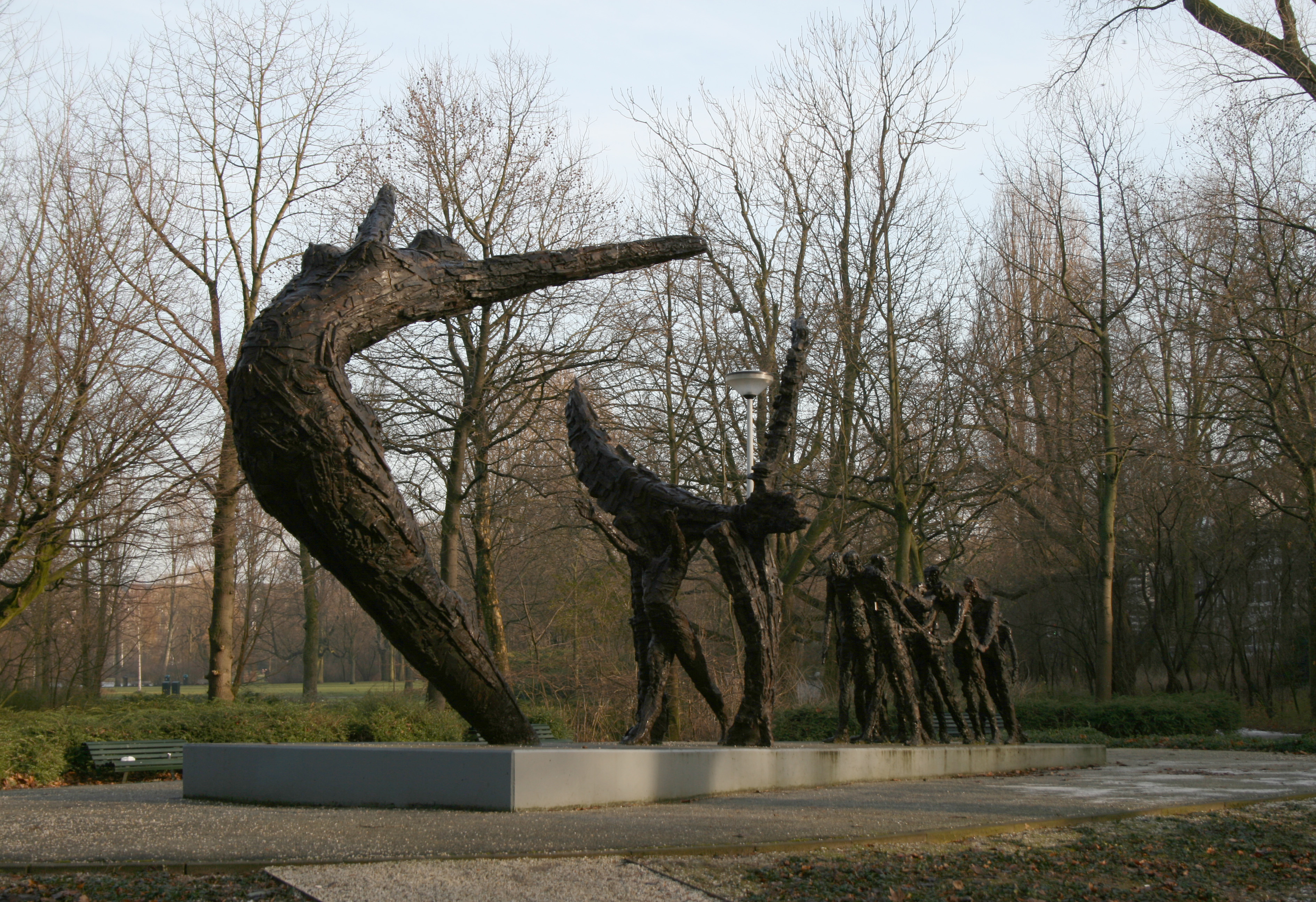
Monument national du passé esclavagiste dans le Oosterpark à Amsterdam.
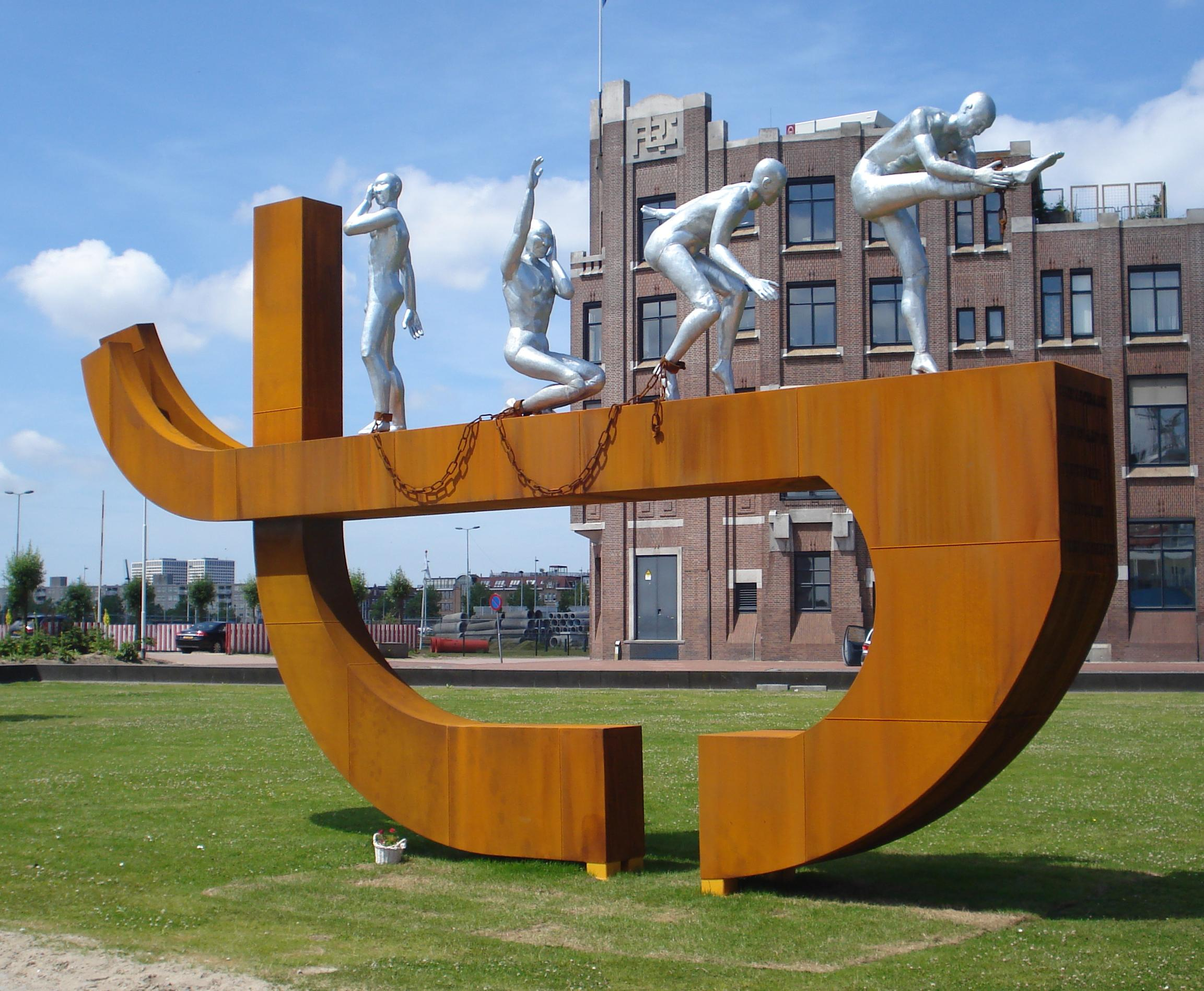
Monument dans le port de Rotterdam.
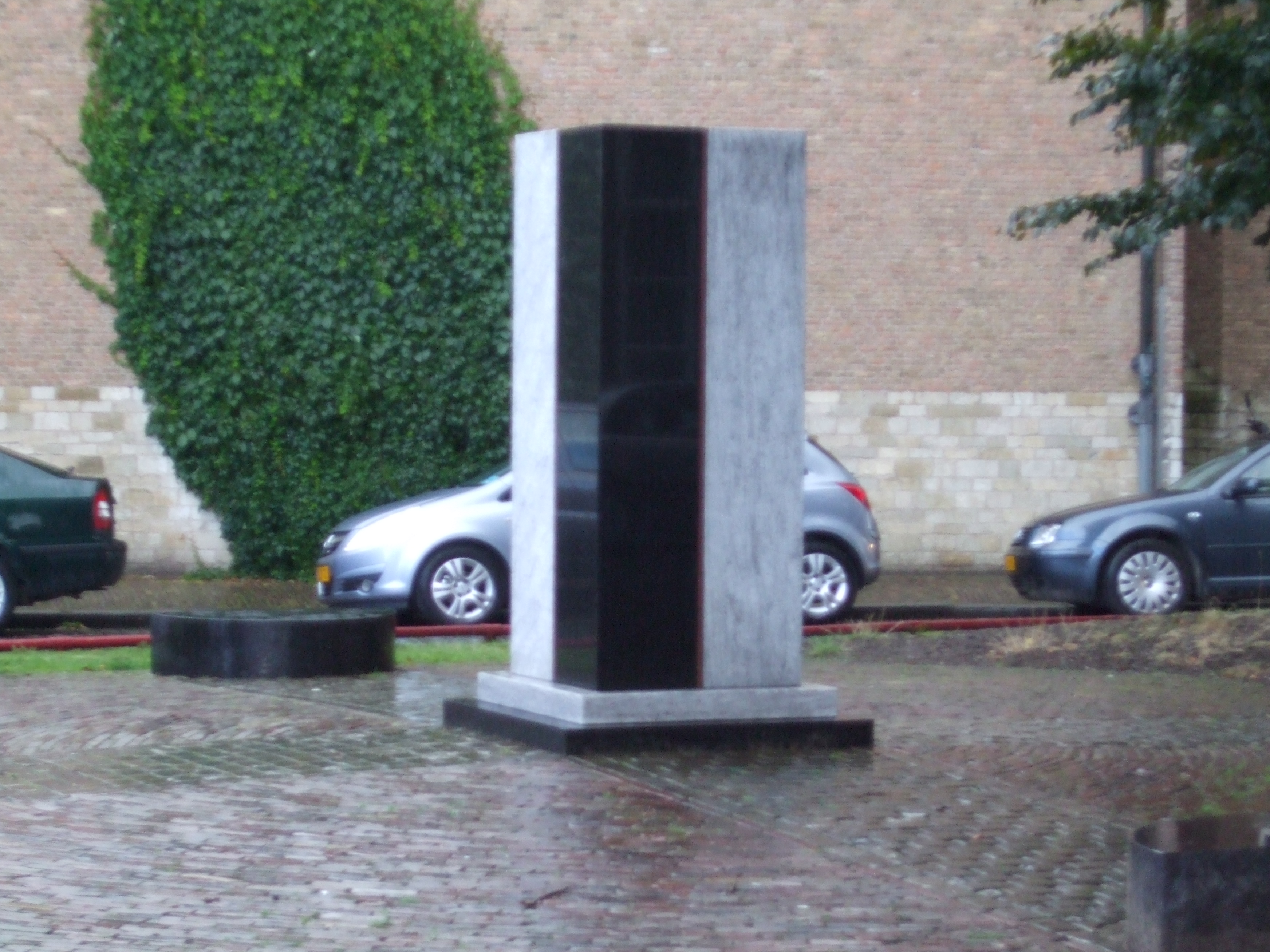
Monument à Middelbourg.